# Pulkovos internationella flygplats
Pulkovos internationella flygplats (IATA: LED, ICAO: ULLI) (ryska: Аэропорт Пулково) är en internationell flygplats belägen 23 km söder om Sankt Petersburg i Ryssland. Flygplatsen öppnades i juni 1932. Pulkovo är den enda flygplatsen i Sankt Petersburg och 4:e största i Ryssland efter Sjeremetevos internationella flygplats, Domodedovos internationella flygplats och Vnukovos internationella flygplats efter antal passagerare. Den trafikerades 2015 av över 13,2 miljoner passagerare.
Tidigare bestod flygplatsen av tre terminaler. Pulkovo-1 hade mestadels inrikesflyg, medan Pulkovo-2 var avsedd för utrikesflyg. Den 28 mars 2014 stängdes Pulkovo-2 ner och all utrikestrafik flyttades till den utbyggda och moderniserade terminal Pulkovo-1. Terminal ett och två låg på avstånd från varandra och hade ingen direkt förbindelse mellan sig utom kollektiv och biltrafik. St Petersburg har länge haft underutvecklad flygplats för en 5-miljonstad. Efter utbyggning ska flygplatsen kunna ta emot upp till 17 miljoner passagerare per år. Pulkovo 3 används för kommersiella (business) flyg. 
Från terminal 2 (utrikes) gick buss nr 13 till Moskovskaja tunnelbanestation. Resan tar cirka 15 min. Det går även kommersiella minibussar K-13 till "Moskovskaja" och K-213 till tunnelbanestation Sennaja Plosjtjad. Från terminal 1 går bussar nr 39 och К-39 till Moskovskaja tunnelbanestation.